# Eva Wendel Rosberg
Eva Marianne Wendel Rosberg, född 3 juni 1955 i Malmö, är en svensk jurist som var lagman i Malmö tingsrätt från 2008 till sin pensionering 2020.
Wendel Rosberg blev juris kandidat vid Lunds universitet 1979. Hon blev rådman i Malmö tingsrätt 1996 och utnämndes 15 december 2005 till chefsrådman där. Han utnämndes 30 november 2006 (tillträde 1 januari 2007) till hovrättslagman i hovrätten över Skåne och Blekinge. Den 17 juli 2008 utnämndes hon till lagman i Malmö tingsrätt.